# Walter Reynolds
Walter Reynolds (fallecido en 1327) fue obispo de Worcester y luego arzobispo de Canterbury (1313-1327) así como Lord gran tesorero y Lord canciller.

## Biografía
Reynolds era el hijo de un panadero de Windsor en Berkshire, y se convirtió en capellán al servicio del rey Eduardo I.
Quizá debido a su habilidad para actuar, se convirtió en un favorito del príncipe de Gales, después rey Eduardo II, a quien sirvió como Guardián del gran guardarropa. Justo después de que el príncipe se convirtiera en rey, el 22 de agosto de 1307 Reynolds fue nombrado Tesorero de Inglaterra. El 13 de noviembre de 1307 fue elegido obispo de Worcester y consagrado el 13 de octubre de 1308. También lo nombraron el 6 de julio de 1310 Guardián del gran sello y Lord canciller de Inglaterra. Entre sus deberes como obispo de Worcester estaba el actuar como patrón y nombrar al decano de la escuela que más tarde se convertiría en la Real escuela de gramática de Worcester.
Reynolds fue uno de los padrinos del futuro Eduardo III cuando se bautizó al príncipe el 17 de noviembre de 1312.
Cuando Robert Winchelsea, arzobispo de Canterbury, murió en mayo de 1313 Eduardo II convenció al papa Clemente V que nombrara a este favorito suyo para el arzobispado vacante,[cita requerida] y Reynolds fue entronizado en la catedral de Canterbury en enero de 1314 como el 51.º arzobispo.
Aunque la vida privada del nuevo arzobispo parece haber sido nada ejemplar, emprendió algunas reformas necesarias en su nuevo cargo oficial: continuó en la lucha por la primacía, que se había desarrollado desde hacía años, entre los arzobispos de Canterbury y de York. En relación con esto, en 1317 puso Londres bajo interdicto después de que William de Melton, el arzobispo de York, pasara por sus calles con su cruz erigida delante de él.
Reynolds permaneció leal al rey Eduardo II hasta el año 1324, cuando todos sus sufragáneos se opusieron al rey en defensa del obispo de Hereford, Adán Orleton. Entonces luchó con Eduardo II sobre temas litúrgicos, y envió sumas de dinero a la reina Isabel en su rebelión contra Eduardo II. Habiendo huido, por su propia seguridad, a Kent, regresó a Londres y se declaró en favor de Eduardo III, a quien coronó como rey el día 1.º de febrero de 1327. Fue nombrado miembro del Consejo de Regencia de Eduardo III que se formó en febrero de 1327. En 1327 Reynolds popularizó en Inglaterra el argumento político de vox populi, vox Dei, en contra de la advertencia original de Alcuino a Carlomagno de que se resistiera a tales argumentos, como el título de su sermón en el que acusaba a Eduardo II.
Murió en Mortlake el 16 de noviembre de 1327.